# Kolding (općina)
Kolding je općina u danskoj regiji Južna Danska.

## Zemljopis
Općina se nalazi u jugoistočnom dijelu poluotoka Jutlanda, prositire se na 605 km2.

## Stanovništvo
Prema podacima o broju stanovnika iz 2010. godine općina je imala 89.071 stanovnika, dok je prosječna gustoća naseljenosti 147,22 stan/km2. Središte općine je grad Kolding.

### Naselja
| Veća naselja u općini |                  |                    |
| Br.                   | Naselje          | Stanovnika (2010.) |
| 1                     | Kolding          | 57.087             |
| 2                     | Vamdrup          | 5.025              |
| 3                     | Lunderskov       | 2.969              |
| 4                     | Christiansfeld   | 2.907              |
| 5                     | Sønder Bjert     | 2.004              |
| 6                     | Almind           | 1.676              |
| 7                     | Vester Nebel     | 1.642              |
| 8                     | Sønder Stenderup | 608                |
| 9                     | Viuf             | 547                |
| 10                    | Jordrup          | 538                |

## Vanjske poveznice
- Službena stranica općine